# Handeuleum
Handeuleum est une île d'Indonésie située à la pointe occidentale de l'île de Java. Elle fait partie du parc national d'Ujung Kulon.